# 그 강아지 그 고양이
"그 강아지 그 고양이"는 2013년에 개봉한 대한민국의 영화이다.

## 캐스팅
- 신명근 : 강우주 역
- 손민지 : 고보은 역
- 현진호 : 우주단짝 1 역
- 임성진 : 우주단짝 2 역
- 최미카엘라 : 보은단짝 1 역
- 이신연 : 보은단짝 2 역
- 박성택 : 공원작업남 역
- 김태신 : 동물병원 원장 역
- 정고암 : 공원선인 역
- 김용구 : 고양이 전주인 역
- 이창엽 : 보은 전남친 역
- 백재호 (우정출연)